# FTSE Group
FTSE Group este lider mondial în crearea de indici bursieri. Compania deține sucursale în Beijing, Londra, Frankfurt, Hong Kong, Boston, Shanghai, Madrid, Paris, New York, San Francisco, Sydney and Tokyo, și lucreează cu parteneri și clienți în 77 de țări din întreaga lume. În prezent compania menține o listă de 100.000 de indici.
Compania FTSE Group este deținută de The Financial Times și London Stock Exchange.
Compania creează și actualizează indicii FTSE 100, FTSE 250, FTSE 350, FTSE All-Share Index și FTSE Global Equity Index Series.